# 493 Griseldis
493 Griseldis
493 Griseldis là một tiểu hành tinh ở vành đai chính. Nó được Max Wolf phát hiện ngày 7.9.1902 ở Heidelberg, và được dặt theo tên Griselda, nữ anh hùng trong một vài truyện dân gian.